# Охайон, Йогев
Йогев Охайон (ивр. אוחיון יוגב‎, 24 апреля 1987 года, Тель-Авив, Израиль) — израильский баскетболист, игрок команды «Хапоэль» (Иерусалим) и национальной сборной Израиля.

## Профессиональная карьера
Карьера Охайона началась в команде "Хапоэль" (Верхняя Галилея), в составе которой он выиграл юношеский чемпионат Израиля. В сезоне 2006/07 Охайон помог "Хапоэлю" пробиться в Финал четырёх чемпионата Израиля и занять 3-е место. В следующем сезоне он стал лучшим в лиге специалистом по перехватам (в среднем 2 перехвата за игру), а также отлично зарекомендовал себя в качестве ассистента. В июле 2011 года Охайон подписал трехлетний контракт с "Маккаби" (Тель-Авив).
Летом 2012 года Охайон отправился в Россию, чтобы пройти медицинские тесты перед подписанием контракта с "Локомотивом-Кубань", не уведомив об этом "Маккаби", с которым у него по-прежнему был действующий контракт, согласно которому баскетболист не имел права подписывать контрактов с другими командами до уплаты отступных "Маккаби" (около 200 тысяч долларов). "Маккаби" подал жалобу в ФИБА, которая удовлетворила её, подтвердив невозможность перехода без уплаты отступных. В результате Охайон остался в тель-авивском клубе, подписав с ним новое пятилетнее соглашение.